# Alloteratura multispina
Alloteratura multispina är en insektsart som beskrevs av Jin, Xingbao 1995. Alloteratura multispina ingår i släktet Alloteratura och familjen vårtbitare. Inga underarter finns listade i Catalogue of Life.